# Хирадо (город)
Хира́до (яп. 平戸市 Хирадо-си) — город в Японии, находящийся в префектуре Нагасаки. Площадь города составляет 235,64 км², население — 32 412 человек (1 июля 2014), плотность населения — 137,55 чел./км².

## Географическое положение
Город расположен на острове Хирадо в префектуре Нагасаки региона Кюсю. С ним граничат города Мацуура, Сасебо.

## История
Начиная с периода Нара Хирадо был портом, куда заходили суда, совершавшие рейсы между материковой частью Азии и Японией. В периоды Камакура и Муромати местный клан Мацуура обладал правом на торговлю с Кореей и с Китаем династии Сун. В периоды Сэнгоку и раннего Эдо роль Хирадо как центра внешней торговли возросла, особенно в отношении торговли с Китаем династии Мин, а также с Голландской Ост-Индской компанией. 
Португальцы прибыли в Японию в 1550 году. Вслед за ними в начале XVII века пришли англичане и голландцы, которые создали в Хирадо свои торговые посты. В 1623 англичане оставили факторию в Хирадо, сочтя его бесперспективным из-за сильной конкуренции голландцев. 
В начале XVII века Голландская Ост-Индская компания имела в Хирадо крупную факторию, занимавшую в порту  довольно обширные площади. В 1637—1639 годах голландцы решили оборудовать торговую факторию в Хирадо каменными домами и складами, что привело к неожиданным и очень неприятным для них последствиям: они были указом сёгуна Иэмицу изгнаны из города. Предлогом для изгнания голландцев послужило то, что они по европейской традиции выбили на элементах зданий даты строительства в исчислении от рождества Христова. Тем самым голландцы нечаянно нарушили указ бакуфу, по которому любые христианские символы, в том числе и христианское летоисчисление, на территории Японии были полностью запрещены.
Эта оплошность голландцев позволила сёгуну обвинить их в неспособности соблюдать строгие правила сакоку, в результате в 1641 году торговая фактория в Хирадо была полностью снесена, а голландцам пришлось довольствоваться в качестве "порта" крохотной и намного менее комфортной Дэдзимой.
Разрушенный в 1639 году каменный склад голландской фактории был восстановлен в первоначальном виде в 2011 году в качестве туристической достопримечательности.
По имени города был назван крейсер Императорского флота Японии «Хирадо», построенный в 1911 году.
Статус города Хирадо приобрел 1 января 1955 года. 1 октября 2005 года городская территория был расширена за счет слияния  с соседними городами Табира, Икицуки и деревней Аcима.

## Экономика
В местной экономике преобладают сельское хозяйство, рыболовство и переработка продуктов питания.

## Население
Население города составляет 32 412 человек (1 июля 2014), а плотность — 137,55 чел./км². Изменение численности населения с 1980 по 2005 годы:
| 1980 | 50 849 чел. |  |
| 1985 | 48 719 чел. |  |
| 1990 | 46 572 чел. |  |
| 1995 | 43 966 чел. |  |
| 2000 | 41 586 чел. |  |
| 2005 | 38 389 чел. |  |

## Символика
Деревом города считается подокарп крупнолистный, цветком — Rhododendron × pulchrum.